# Isanti County
Das Isanti County ist ein County im US-amerikanischen Bundesstaat Minnesota. Im Jahr 2020 hatte das County 41.135 Einwohner und eine Bevölkerungsdichte von 36,2 Einwohnern pro Quadratkilometer. Der Verwaltungssitz (County Seat) ist Cambridge.
Das Isanti County ist Bestandteil der Metropolregion Minneapolis–Saint Paul.

## Geografie
Das County liegt südöstlich des geografischen Zentrums von Minnesota und ist im Osten etwa 35 km von Wisconsin entfernt. Es hat eine Fläche von 1170 Quadratkilometern, wovon 33 Quadratkilometer Wasserfläche sind. Das County wird vom Rum River durchflossen, einem linken Nebenfluss des oberen Mississippi. An das Isanti County grenzen folgende Nachbarcountys:
| Mille Lacs County | Kanabec County | Pine County    |
|                   |                | Chisago County |
| Sherburne County  | Anoka County   |                |

## Geschichte
Das Isanti County wurde am 13. Februar 1857 aus Teilen des Ramsey County gebildet. Benannt wurde es nach dem indianischen Wort für diese Gegend.
Neun Bauwerke und Stätten des Countys sind im National Register of Historic Places eingetragen (Stand 29. Januar 2018).

## Demografische Daten

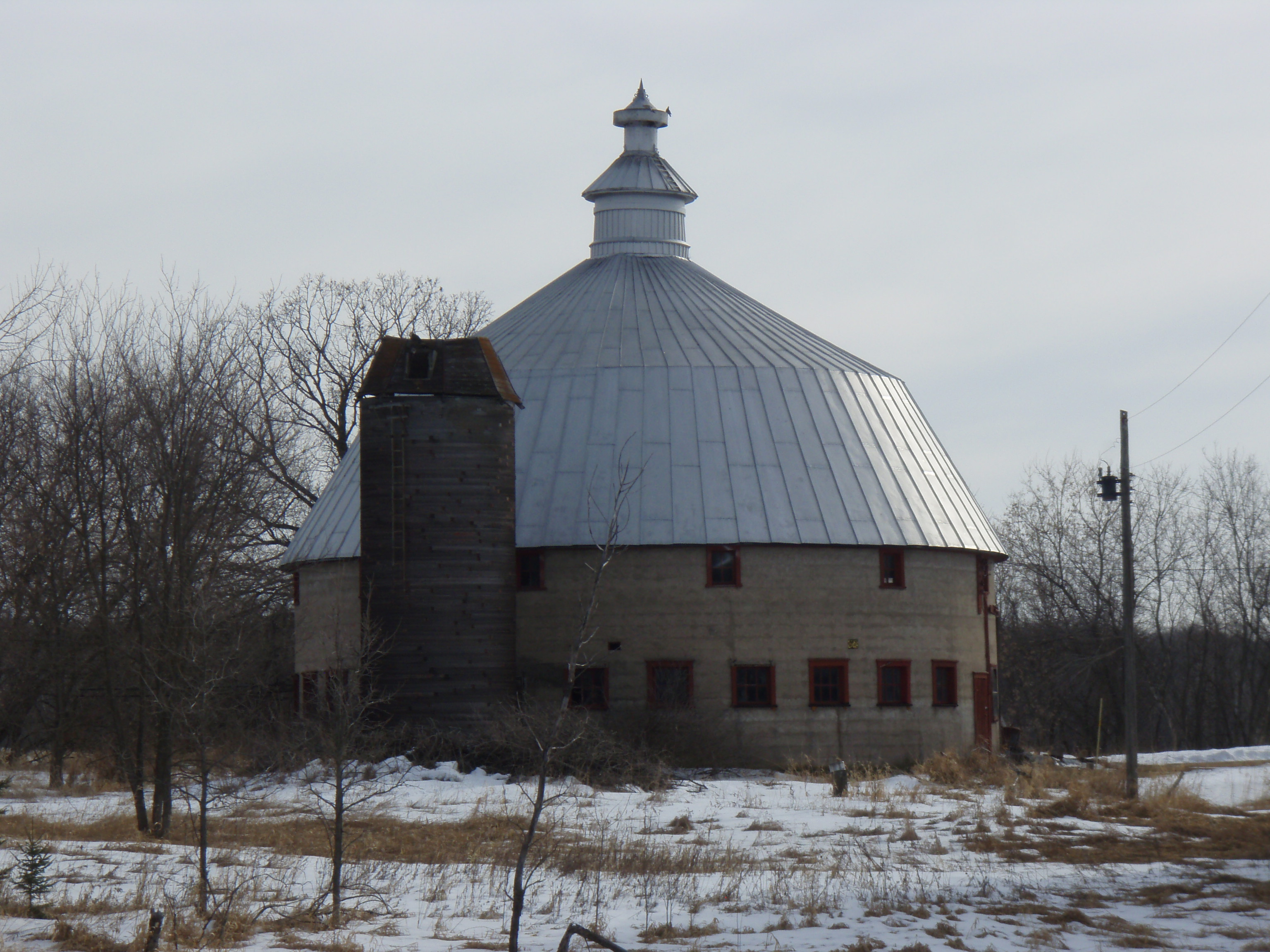
Linden Barn, gelistet im NRHP

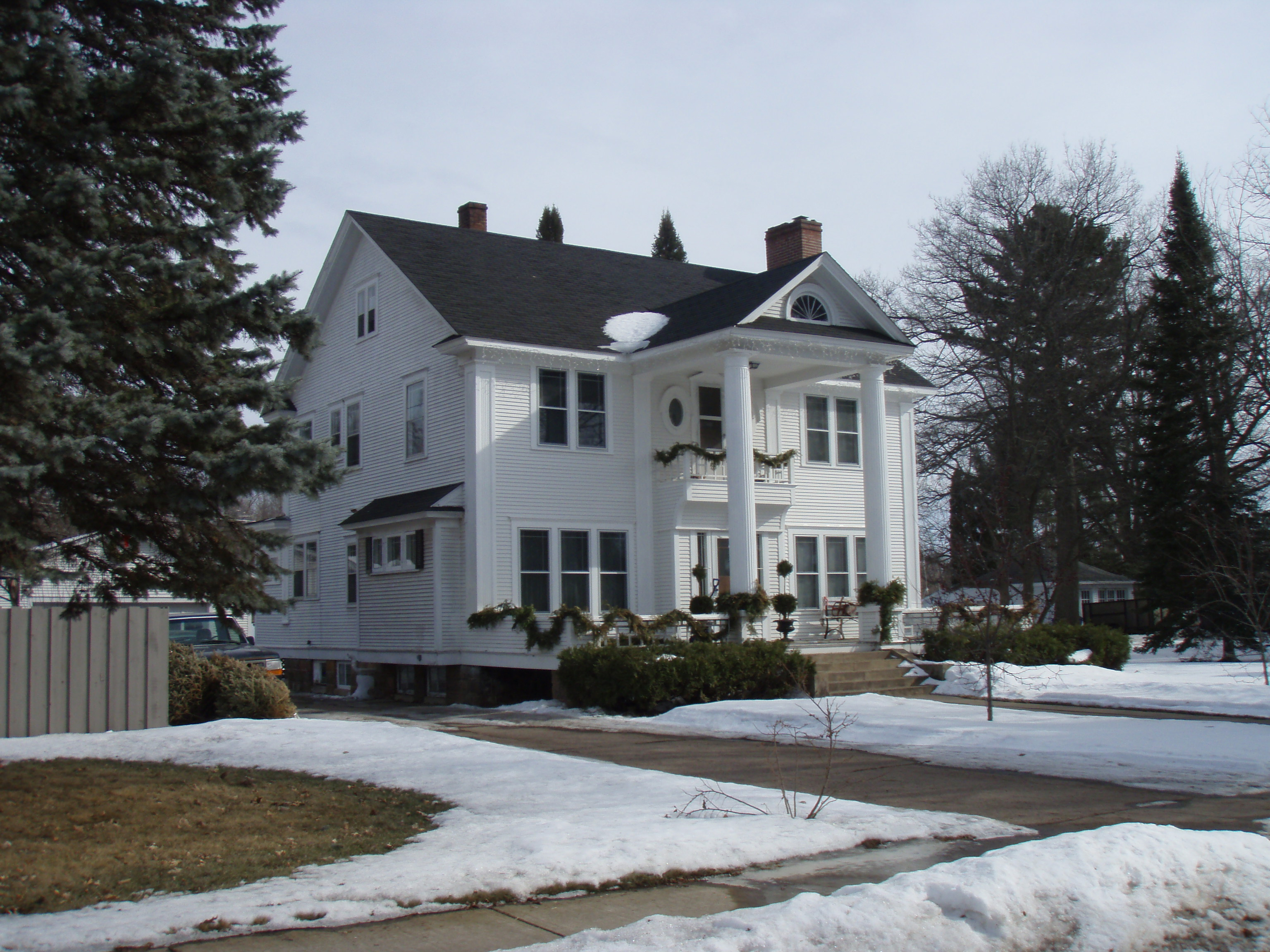
Das Oscar Olson House, gelistet im NRHP

Nach der Volkszählung im Jahr 2010 lebten im Isanti County 37.816 Menschen in 13.778 Haushalten. Die Bevölkerungsdichte betrug 33,3 Einwohner pro Quadratkilometer. In den 13.778 Haushalten lebten statistisch je 2,71 Personen.
Ethnisch betrachtet setzte sich die Bevölkerung zusammen aus 96,2 Prozent Weißen, 0,8 Prozent Afroamerikanern, 0,5 Prozent amerikanischen Ureinwohnern, 0,9 Prozent Asiaten, 0,1 Prozent Polynesiern sowie aus anderen ethnischen Gruppen; 1,6 Prozent stammten von zwei oder mehr Ethnien ab. Unabhängig von der ethnischen Zugehörigkeit waren 1,7 Prozent der Bevölkerung spanischer oder lateinamerikanischer Abstammung.
25,5 Prozent der Bevölkerung waren unter 18 Jahre alt, 61,6 Prozent waren zwischen 18 und 64 und 12,9 Prozent waren 65 Jahre oder älter. 49,9 Prozent der Bevölkerung war weiblich.

Das jährliche Durchschnittseinkommen eines Haushalts lag bei 58.721 USD. Das Pro-Kopf-Einkommen betrug 25.184 USD. 8,2 Prozent der Einwohner lebten unterhalb der Armutsgrenze.

## Ortschaften im Isanti County
Citys
- Braham1
- Cambridge
- Isanti
- St. Francis2

Census-designated place (CDP)
- Stanchfield

Unincorporated Communities
| - Andree - Athens - Blomford - Bradford - Carmody - Crown | - Dalbo - Day - Edgewood - Elm Park - Grandy - Oxlip | - Pine Brook - Spencer Brook - Spring Lake - Springvale - Stanley - Walbo | - Weber - West Point - Wyanett |

1 – teilweise im Kanabec County

2 – überwiegend im Anoka County

## Gliederung
Das Isanti County ist neben den vier Citys in 13 Townships eingeteilt:
| Township              | Einwohner (2010) | FIPS     |
| --------------------- | ---------------- | -------- |
| Athens Township       | 2177             | 27-02602 |
| Bradford Township     | 3380             | 27-07246 |
| Cambridge Township    | 2379             | 27-09388 |
| Dalbo Township        | 743              | 27-14572 |
| Isanti Township       | 2313             | 27-31346 |
| Maple Ridge Township  | 761              | 27-40292 |
| North Branch Township | 1779             | 27-46816 |

| Township               | Einwohner (2010) | FIPS     |
| ---------------------- | ---------------- | -------- |
| Oxford Township        | 888              | 27-49354 |
| Spencer Brook Township | 1589             | 27-61672 |
| Springvale Township    | 1447             | 27-62086 |
| Stanchfield Township   | 1209             | 27-62347 |
| Stanford Township      | 2267             | 27-62374 |
| Wyanett Township       | 1729             | 27-71896 |